# CB Atlético Guardés
Clube Balonmano Atlético Guardés er en spansk kvindehåndboldklub i A Guarda i Spanien. Klubben spiller for tiden i División de Honor. Klubben blev grundlagt i 1967 og har hjemmebane i Pabellón Municipal de A Sangriña. Holdets træner er Jose Ignacio Prades Pons.

## Truppen 2017/18
| Målvogtere - Marisol Carratu - Estela Carrera Fernandez - Raquel Lorenzo Fløjspillere LW - Naiara Egozkue - Jeniffer Gutiérrez Bermejo RW - Ana Isabel Cerqueira Rodrigues - Rosario Victoria Urban Medel Stregspiller - Africa Sempere Herrera - Carla Gómez | Bagspillere LB - Ines Hernandez Ruz - Marta Méndez - Marta Pombal Martinez CB - Estela Doiro Rodriguez - Anthia Espiñeira Sanchez - Gabriela Romero Moraes RB - Rebeca Castell - Luciana Mendoza - Alesia Kurchankova |